# Cyclops canadensis
Cyclops canadensis är en kräftdjursart som beskrevs av Einsle 1988. Cyclops canadensis ingår i släktet Cyclops och familjen Cyclopidae. Inga underarter finns listade i Catalogue of Life.